# دانیله ماتیلیگ
دانیله ماتیلیگ (انگلیسی: Daniele Mattielig؛ زادهٔ ۴ آوریل ۱۹۸۰) بازیکن فوتبال اهل ایتالیا است.